# ATAF
ATAF S.p.A., acronyme de Azienda Trasporti dell'Area Fiorentina (français : Société de transport de la région de Florence), est une société interne de la commune de Florence, en Italie, dont elle est l'unique actionnaire, chargée de la gestion du patrimoine immobilier lié aux transports publics locaux de la ville.

## Histoire
Dans les années 1960, le réseau de transport est étendu hors de la zone urbaine florentine, créant ainsi les premières liaisons vers certains hameaux communaux. L'inondation de Florence du 4 novembre 1966 endommage de nombreux véhicules ainsi que le dépôt de la via Aretina et trois sous-stations électriques alimentant le réseau de trolleybus. Au cours de l'année suivante, le service de trolleybus est rétabli, mais il est définitivement supprimé en 1973. À cette occasion, la société change de nouveaude nom pour devenir Azienda Trasporti Automobilistici Fiorentini. Le dernier changement de nom a lieu en 2000, devenant Azienda Trasporti dell'Area Fiorentina, tout en conservant l'acronyme ATAF au fil des ans.